# Der Wind wird uns tragen
Der Wind wird uns tragen (persisch باد ما را خواهد برد Bād Mā Rā Chāhad Bord) ist ein iranischer Film von Abbas Kiarostami. Der Titel bezieht sich auf ein Gedicht der bekannten, modernen iranischen Dichterin Forugh Farrochzad mit demselben Titel. Uraufgeführt wurde der Film 1999 auf dem Filmfestival von Venedig, wo er für den Goldenen Löwen nominiert war. Der Film gewann den Spezialpreis der Jury und den FIPRESCI-Preis.

## Handlung
Drei Journalisten reisen in das kurdische Dorf Siah Dareh, wo sie sich als Schatzsucher ausgeben, in Wirklichkeit jedoch auf den Tod einer alten Frau warten, um eine Reportage über eine kurdische Begräbniszeremonie zu machen. Da der Tod der Frau zunächst wider Erwarten nicht eintritt, zieht sich der Aufenthalt der Männer in die Länge.
Der Ingenieur genannte Protagonist freundet sich mit einem Schuljungen an und wird mit der Zeit mehr und mehr in das Leben des Dorfes hineingezogen.

## Produktion
Der Film wurde ausschließlich mit Laienschauspielern gedreht, die Darsteller der Dorfbewohner stammen aus der Umgebung von Siah Dareh. Behzad Dourani, der den Ingenieur spielt, ist von Beruf Lichttechniker aus Teheran. Die beiden Begleiter des Ingenieurs sind im Film nicht zu sehen.

## Kritiken
Der Film wurde von der Kritik überwiegend positiv beurteilt. So schreibt das Lexikon des internationalen Films: „Voller kluger und humorvoller Einfälle, offenbaren sich hier die Qualitäten eines zeitlosen Kinos, das den Zuschauer nicht domestiziert“, die Stuttgarter Zeitung bezeichnet den Film als Meisterwerk, und die Zeitschrift Cinema urteilt: „klug, faszinierend, einzigartig“ Einige Kritiker, wie Edward Guthmann von der Zeitung San Francisco Chronicle merken jedoch an, der Film sei stellenweise langatmig.